# Aguiar da Beira e Coruche
 Aguiar da Beira e Coruche  (llamada oficialmente União das Freguesias de Aguiar da Beira e Coruche ) es una freguesia portuguesa del municipio de Aguiar da Beira, distrito de Guarda.

## Historia
Fue creada el 28 de enero de 2013 en aplicación de una resolución de la Asamblea de la República de Portugal promulgada el 16 de enero de 2013 con la unión de las freguesias de Aguiar da Beira y Coruche, estando situada su sede en la antigua freguesia de Aguiar da Beira.

## Demografía
| Gráfica de evolución demográfica de Aguiar da Beira e Coruche entre 2011 y 2021 |
|                                                                                 |
| Datos según el nomenclátor publicado por el INE portugués.                      |